# Автошлях E713
Європейський маршрут E713 — європейський автомобільний маршрут категорії Б, що проходить територією Франції та з'єднує міста Валанс і Гренобль.

## Маршрут
Весь шлях проходить через такі міста:
- Франція
  - Валанс
  - E711 Гренобль